# Isoetes setaceum
Isoetes setaceum es una hierba perteneciente a la familia de las isoetáceas.

## Descripción
Hierba perenne con tallo subterráneo corto, grueso, no ramificado y hojas numerosas formando una roseta, sentadas, estrechamente linear-lanceoladas de 15-40 cm de longitud con margen membranoso transparente, desprovistas de engrosamientos basales córneos, y con una escama (lígula) ovada u ovado-lanceolada por encima del esporangio. Heterospórea, con esporangios situados en la base de la hoja y desprovistos de velo; los femeninos en las hojas más externas y los maculinos en las internas. Macrosporas gruesas, de 0,3-0,5 mm, más o mneos esféricas, tuberculadas.

## Distribución y hábitat
Mediterráneo Occidental. Vive en charcas y lagunas poco profundas y en cursos de agua someros desecados en verano. Esporula desde finales del invierno y en primavera. Declarada vulnerable en Andalucía.